# Hanna Normann
Hanna Emelie Martina Normann, född 5 februari 1981 i Fosie församling i Malmö, är en svensk skådespelare. 

## Biografi
Normann utexaminerades från Stockholms dramatiska högskola våren 2013 och har därefter varit verksam vid bland annat Malmö stadsteater, bland annat i Jane Eyre i regi av Anna Azcárate, och Teater Terrier. Hon har även verkat som dockspelare i Malmö dockteaters kritikerrosade föreställning Golem i regi av Rikard Lekander 2016. 
I kortfilmen Den starkare, i regi av Olof Leth (Stockholms dramatiska högskola), spelar hon huvudrollen som Julia.

## Teater

### Roller (ej komplett)
| År   | Roll | Produktion                                  | Regi           | Teater            |
| ---- | ---- | ------------------------------------------- | -------------- | ----------------- |
| 2014 |      | Malmö for the fittest Cristina Gottfridsson | Anette Norberg | Malmö Stadsteater |